# Zebrias zebrinus
Zebrias zebrinus är en fiskart som först beskrevs av Temminck och Schlegel, 1846.  Zebrias zebrinus ingår i släktet Zebrias och familjen tungefiskar. Inga underarter finns listade i Catalogue of Life.